# 난부 나오마사
난부 나오마사(일본어: 南部直政, 1661년 6월 2일 ~ 1699년 4월 15일)는 하치노헤번의 2대 번주이다. 관위는 종5위하, 도토미노카미(遠江守)이다.
초대 번주 난부 나오후사의 맏아들로 태어났다. 1668년에 아버지가 사망함에 따라 번주 자리를 물려받았다. 1688년부터 1689년까지 2년 동안 소바요닌으로 근무하였으며, 1699년에 사망하였다. 슬하에 딸이 둘 있었으며, 가독은 양자인 난부 미치노부가 계승하였다.
| 전임 난부 나오후사 | 제2대 하치노헤번 번주 1668년 ~ 1699년 | 후임 난부 미치노부 |

| 전임 마키노 다다타카 | 에도 막부 소바요닌 1688년 ~ 1689년 | 후임 야나기사와 야스아키 |